# Gerben Karstens
Gerben Karstens (Leiden, 14 de gener de 1942 – Dongen, 8 d'octubre de 2022) fou un ciclista neerlandès.
Com a amateur prengué part als Jocs Olímpics de Pequín de 1964, en què guanyà la medalla d'or a la prova dels 100 quilòmetres de contrarellotge per equips, juntament als seus companys Bart Zoet, Evert Dolman i Jan Pieterse. En aquests mateixos Jocs acabà 27è a la prova individual en ruta.
Després dels Jocs passà al professionalisme, en què aconseguí més de 90 victòries. Destacà a les grans voltes, en què guanyà un total de 21 etapes: 14 a la Volta a Espanya, 6 al Tour de França i 1 al Giro d'Itàlia. Altres victòries importants foren un Campionat dels Països Baixos en ruta i una París-Tours. El 1980 posà punt final a la seva carrera esportiva.
Al Tour de França de 1974 acabà segon de la quarta etapa, però, després, s'oblidà de fer-se el test antidopatge. L'organització el penalitzà amb el darrer lloc dels resultats de l'etapa i el penalitzà amb 10 minuts a la classificació final de la competició, fet que li comportà la pèrdua del tercer lloc del podi. Un dia després, el jurat recuperà el temps de penalització i gràcies als 5 segons de bonificació que guanyà durant els esprints intermedis, arrabassà el maillot groc a Eddy Merckx. Vestí de groc durant una etapa abans de perdre'l davant Patrick Sercu després de l'etapa 6A, però recuperà el lideratge general després de l'etapa 6B per passar una altra etapa a groc abans que Merckx li prengués el lideratge per a la resta del Tour.
Gerben morí el 8 d'octubre de 2022, als 80 anys, per complicacions de l'ictus, que havia patit setmanes abans.

## Palmarès
- 1962
  - 1r a la Volta a Limburg
- 1964
  - 1r a la Volta a Holanda del Nord
  - 1r al Tour d'Overijssel
  - Vencedor d'una etapa a la Volta a Bèlgica amateur
- 1965
  - 1r a la París-Tours
  - Vencedor d'una etapa al Tour de França
  - Vencedor d'una etapa a la Volta als Països Baixos
  - Vencedor d'una etapa al Tour de Picardia
- 1966
  -  Campió dels Països Baixos en ruta
  - 1r a l'Acht van Chaam
  - Vencedor de 2 etapes al Tour de França
  - Vencedor de 3 etapes a la Volta a Espanya
  - Vencedor d'una etapa al Dauphiné Libéré
  - Vencedor d'una etapa a la París-Luxemburg
- 1967
  - Vencedor de 4 etapes a la Volta a Espanya
  - Vencedor d'una etapa a la Volta a Suïssa
- 1968
  - 1r al Gran Premi de Fourmies
- 1969
  - Vencedor d'una etapa als Quatre dies de Dunkerque
- 1970
  - Vencedor d'una etapa a la Volta a Bèlgica
- 1971
  - Vencedor d'una etapa al Tour de França
  - Vencedor d'una etapa a la Volta a Espanya
  - Vencedor d'una etapa a la Volta a Suïssa
- 1972
  - Vencedor d'una etapa al Giro a Sardenya
  - Vencedor d'una etapa a la Volta a Suïssa
- 1973
  - 1r al Circuit del País de Waes
  - Vencedor de 4 etapes a la Volta a Espanya
  - Vencedor d'una etapa al Giro d'Itàlia
  - 1r als Sis dies de Londres (amb Leo Duyndam)
- 1974
  - 1r al Tour de l'Alt Var
  - Vencedor d'una etapa a la Volta a Espanya
  - Vencedor de 2 etapes a la Volta a Espanya
- 1975
  - Vencedor d'una etapa a la Volta a Luxemburg
  - 1r als Sis dies de Rotterdam (amb Leo Duyndam)
- 1976
  - Vencedor de 2 etapes al Tour de França
  - Vencedor d'una etapa a la Volta a Espanya
  - Vencedor de 4 etapes a la Volta a Andalusia
- 1977
  - Vencedor d'una etapa a la Volta als Països Baixos

### Resultats al Tour de França
- 1965. 59è de la classificació general. Vencedor d'una etapa
- 1966. 46è de la classificació general. Vencedor de 2 etapes
- 1967. 30è de la classificació general
- 1969. 65è de la classificació general
- 1971. 63è de la classificació general. Vencedor d'una etapa
- 1972. 60è de la classificació general
- 1974. 61è de la classificació general
- 1975. 50è de la classificació general. Vencedor de 2 etapes
- 1976. 84è de la classificació general
- 1977. 52è de la classificació general
- 1978. Abandona (17a etapa)

### Resultats a la Volta a Espanya
- 1966. 21è de la classificació general. Vencedor de 3 etapes
- 1967. 57è de la classificació general. Vencedor de 4 etapes
- 1971. 39è de la classificació general. Vencedor d'una etapa
- 1973. Abandona. Vencedor de 4 etapes
- 1974. 48è de la classificació general. Vencedor d'una etapa
- 1976. Abandona. Vencedor d'una etapa

### Resultats al Giro d'Itàlia
- 1973. 23è de la classificació general. Vencedor d'una etapa